# Raymond Lee Ditmars
Raymond L. Ditmars, o Raymond Lee Ditmars (Newark, 20 giugno 1876 – New York, 12 maggio 1942), è stato un erpetologo e zoologo statunitense che, negli anni dieci del Novecento, diresse e produsse numerosi documentari sulla vita animale.
Fu il curatore del Bronx Zoological Park di New York.

## Filmografia

### Regia
- Life in Our Ponds
- The Death Head Moth
- Crabs and Lobsters
- The Locust
- The Cuttlefish
- Our Feathered Friends
- The Jelly Fish (1913)
- Race Suicide, regia di George Terwilliger - prologo (1916)
- The Polar Bear